# Great Wall Peri
La Great Wall Peri (cinese semplificato: 长城 精灵; cinese tradizionale: 長城 精靈; pinyin: Chángchéng Jīnglíng) è un'autovettura prodotta dal 2008 al 2010 dalla casa automobilistica cinese Great Wall Motors.

## Descrizione

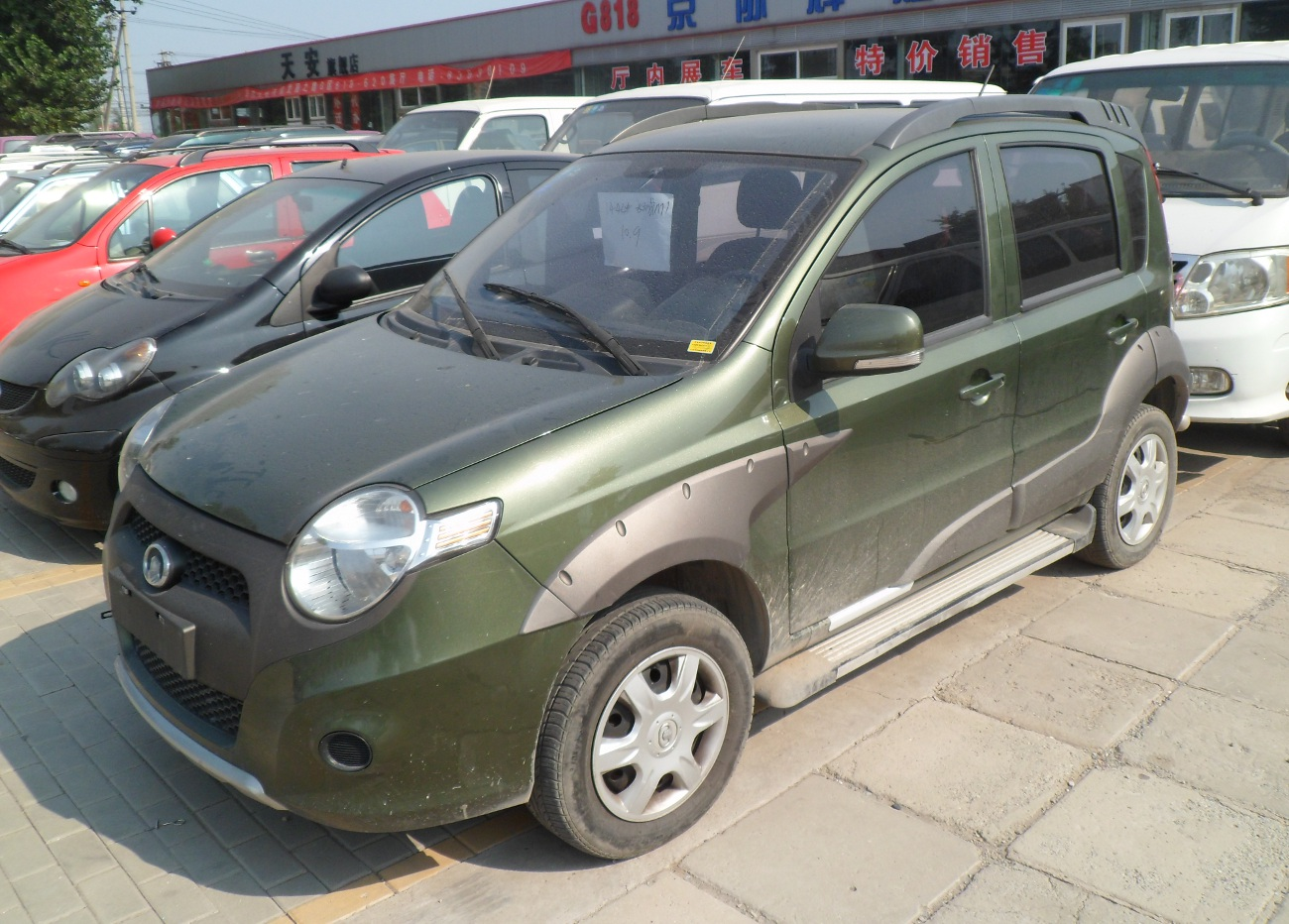
Great Wall Haval M1

La Peri è stata venduta in diversi paesi dell'Asia. La meccanica del veicolo seguiva il classico schema tuttoavanti, il motore è di origine Mitsubishi quattro cilindri da 1,3 litri montato traversalmente abbinato a un cambio manuale a 5 marce. È stata prodotta anche una versione crossover dotata di trazione integrale chiamata Peri 4x4 e poi rinominata Haval M1.
Il design della vettura e gli interni hanno suscitato delle controversie, essendo simili a quelli della Fiat Panda di seconda generazione. A dicembre 2006, la casa automobilistica italiana Fiat ha mosso un'azione legale contro la Great Wall per aver copiato la Panda di seconda generazione. Il 16 luglio 2008, il tribunale di Torino ha accolto la richiesta della Fiat e ha vietato l'importazione in Europa della Peri. Inoltre, l'ordinanza del tribunale stabiliva che la Great Wall Motors avrebbe pagato alla Fiat una multa di 15 000 euro per la prima Peri importata e ulteriori 50 000 euro per ogni auto successivamente importata.